# Theban Mapping Project
O Theban Mapping Project (Projeto de mapeamento tebano ou de Tebas) foi estabelecido em 1978 pela Theban Foundation e pelo arqueólogo e egiptólogo britânico John Romer, com o objetivo de criar um mapeamento completo do Vale dos Reis e dos sítios da Necrópole tebana⁣, em geral.
O projeto oferece uma vasta coleção de fotografias, mapas aéreos e desenhos de planta, todos acompanhados de explicações detalhadas sobre as tumbas e os templos memoriais.
O instigador e diretor do projeto desde 2006 é o egiptólogo americano Dr. Kent Weeks.

### Site do Projeto
O site do projeto disponibiliza resumos sobre a história da exploração dessas áreas, além de um motor de busca que permite ao usuário pesquisar por tipos de decorações, formas arquitetônicas, sarcófagos e outros elementos organizados por governante, dinastia ou período. Há também links para uma bibliografia completa, glossário de termos egiptológicos, e outras fontes de referência. O site inclui seções sobre como se tornar um egiptólogo e opções de doação para o projeto.
A tecnologia usada no site inclui visitas em 3D às tumbas, com áudios explicativos, fotografias e desenhos. O projeto visa melhorar a experiência dos visitantes, embora algumas funcionalidades possam ter dificuldades técnicas, dependendo do navegador e das configurações de software do usuário.

## Ligações Externas
- (em inglês) Theban Mapping Project